# Princess Hours
Princess Hours (hangeul: 궁, hanja 宮; RR: Gung, translittération anglaise Goong, "Palais", aussi connu comme Goong - l'Amour dans le Palais) est une série télévisée de type comédie romantique sud-coréenne en 24 épisodes, diffusée du 11 janvier au 30 mars 2006 sur MBC. Elle se référait au manhwa Goong de Park So-hee, dont 12 volumes sont parus depuis juin 2006.

## Synopsis
Située dans la réalité d'un autre XXIe siècle où la Corée du Sud possède une famille royale, l'émission tourne autour des vies du prince héritier Lee Shin, et de sa future épouse, Chae-kyeong. La famille royale décrite dans l'émission a pour modèle la dernière famille royale de Corée du Sud, qui dans la réalité a régné jusqu'au début de l'occupation japonaise en 1911 et n'a pas été rétablie après la reddition japonaise à l'issue de la Seconde guerre mondiale. 
Le feuilleton commence avec l'annonce que le Roi, le père de Shin, est gravement malade. Avec cette perspective inquiétante sur la santé du Roi, la famille royale cherche tant bien que mal une épouse pour Shin, afin de lui permettre de reprendre le trône royal si la situation l'exige. Bien qu'amoureux d'une autre fille, la ballerine ambitieuse et douée Hyo-rin à qui il avait d'abord proposé de l'épouser (elle le rejette pour poursuivre ses rêves de ballet), Shin doit finalement épouser une roturière à qui il avait été fiancé par feu son grand-père dans un vieil accord avec le grand-père de la jeune fille. Shin se fiance avec la têtue mais néanmoins adorable Chae-kyong après avoir été rejeté par Hyo-rin. Bien qu'il n'ait au début éprouvé aucun sentiment pour Chae-kyeong, l'amour s'épanouit finalement au sein du couple. 
Néanmoins, pendant ce temps, les choses se compliquent avec le retour de Lee Ryul et de sa mère Hwa-Yong, qui avait été autrefois la princesse héritière avant la mort de son mari, défunt Prince héritier et frère aîné du Roi actuel. Yul et sa mère ont été chassées du palais quelque temps après la mort du père de Yool, et il a été révélé plus tard que cette décision avait été prise après la découverte par le Roi d'un scandale entre la mère de Yool et le Roi actuel qui était le frère cadet de son père. La mère de Yool était revenue avec un motif sinistre à l'esprit : rétablir son fils sur le trône, qu'il aurait finalement occupé si son père n'était pas mort. Une suite d'événements arrive au palais alors que la mère de Yul met à exécution ses projets, et est encore compliquée par les divers scandales impliquant la famille royale, à savoir la relation qu'a maintenue Shin avec son ancienne égérie Hyo-rin, et l'amour naissant de Yul pour Chae-kyeong, la nouvelle promise de son cousin. 

## Fiche technique
- Œuvre originale : le Manhwa 궁(Goong, Hanja: «宮») de Park So-hee (박소희)
- Production : Eight Peaks (애이트픽스)
- Réalisation : Hwang In-Roi (황인뢰)
- Scénario : In Eun-A (인은아)

## Distribution
- Yoon Eun Hye (윤은혜) : Shin Chae-kyeong (Janelle Shin)
  - la princesse héritière (consort) Shin Chae-kyeong (황태자비 신채경)
- Joo Ji Hoon (주지훈) : Lee Shin (Gian Lee)
  - le Grand Prince Lee Shin (대군 이신) (titre à sa naissance)
  - le Grand Prince héritier Lee Shin (황태자 이신) (titre après la mort de son oncle, le père de Yool)
- Kim Jeong Hoon (김정훈) : Lee Yool/Prince Uiseong (Troy)
  - le Prince héritier Lee Yool (황태자 이율) (titre à sa naissance)
  - le Second Prince Lee Yool (대군 이율) (après la mort de son père)
- Song Ji-Hyo (송지효) : Min Hyo-rin (Monique Min)
- Lee Yoon-ji (이윤지) : la princesse Hyae-Myeong (sœur aînée de Shin)
  - la princesse Hyae Myeong (혜명 옹주)
- Jeon Ji Ae : Lee Kang-hyun (ami de Chae-kyeong ; porte des lunettes)
- Lee Eun : Kim Soon-young (ami de Chae-kyeong)
- Dan Ji : Yoon Hee-soong (ami de Chae-kyeong)
- Kang Nam Gil (강남길) : le père de Chae-kyeong
- Im Ye Jin (임예진) : la mère de Chae-kyeong
- Kim Suk : Shin Chae-joon (frère cadet de Chae-kyeong)
- Kim Sang-joong (김상중) : Lee Soo (le père, décédé, de Yool)
  - le Prince héritier Lee Soo (황태자 이수) (le descendant le plus âgé de l'Empereur Moo)
- Kim Hye-ja (김혜자): la grand-mère de Yool
  - l'Impératrice douairière (황태후) (la mère, en vie, de l'Empereur actuel)
- Song Seung-hwan (송승환)
- Shim Hye-jin (심혜진) : Lady Hwa-Yong (la mère de Yool)
  - la princesse héritière (consort) Seo Hwa-Yong (황태자비 서화영) (épouse du Prince héritier Lee Soo)
- Yoon Yoo-seon (윤유선) : la Reine (mère de Lee Shin)
  - la princesse consort de Lee Hyeon (le père de Shin)
  - l'Impératrice/la Reine (황후) (après l'accession au trône de Lee Hyeon)
- Choi Bool-am (최불암) : le grand-père (décédé) de Shin et Yool
- Nah Eun-kyeong (나은경)
- Kwon Yeon-woo (권연우)

## Personnages

### Shin Chae-kyeong (신채경)
Représenté par Yoon Eun Hye, Shin Chae-kyeong de Tibia est une étudiante en école normale supérieure pleine d'entrain. Elle fréquente la même école que Lee Shin, le prince héritier coréen. Son grand-père était le meilleur ami du précédent roi. Pour honorer son ami, le roi précédent avait ordonné que Chae-kyeong devienne la princesse héritière, ce qui signifie qu'elle épouserait le prince héritier, quel qu'il soit, au moment de son mariage. Bien qu'elle semble souvent immature et irritable, elle est une personne de cœur, innocente et honnête. Souvent appelée « le cochon » par son plus jeune frère, Chae-kyeong épouse le prince pour sauver sa famille de la faillite. Sa première réaction vis-à-vis de Lee Shin est hostile mais elle tombe amoureuse de lui dès les premiers épisodes du feuilleton, ne sachant pas qu'il a, en retour, éprouvé les mêmes sentiments, jusqu'aux tout derniers épisodes. Bien qu'elle n'aime que Tibia Shin, tout au long du feuilleton, Lee Yool l'aime.

### Lee Shin (이신)
Le prince héritier de la Corée, Lee Shin, représenté par le modèle et l'acteur Joo Ji Hoon, apparaît comme un jeune homme insensible, indifférent et suffisant. Après avoir été rejeté par sa petite amie quand il lui a proposé le mariage, il rejoint la position de ses aînés pour conclure un mariage arrangé avec Shin Chae-kyeong. Au début, il a été irrité par sa naïveté et son enthousiasme, mais au fur et à mesure qu'il reconnaît qu'elle est vraiment mignonne, il commence à lui ouvrir son cœur, et tombe amoureux. Au cours du feuilleton, il devient évident que, au fond de lui, il est juste un jeune homme gentil, chaleureux, sensible et solitaire. Il possède aussi un ours en peluche, la seule chose pour laquelle il peut baisser la garde, et qui est mis en valeur de manière récurrente tout au long du feuilleton. Alors que son cousin rentre sur scène après avoir été obligé de quitter le pays de nombreuses années auparavant, le prince lui donne bientôt un coup de tête, car Lee Yool est un concurrent non seulement pour le trône, mais aussi pour l'amour de la princesse héritière, Chae-kyong. Chae-kyeong ne s'en rend compte que tardivement au cours du récit.

### Lee Yul (이율)
Kim Jeong-hoon joue le rôle de Lee Yool, le cousin de Shin. Il revient d'un long séjour en Angleterre avec sa mère, la veuve de l'ancien prince héritier. Contrairement à Shin, il est chaleureux, bon, doux et romantique -- et a des succès immédiats avec les filles. Intéressé par Chae-kyeong, leur amitié grandit pour devenir de l'amour de sa part, tandis qu'elle, innocente, n'en prend conscience que beaucoup plus tard. Bien qu'il ait d'abord occupé la position de Prince héritier, ce titre a échu à son cousin quand le père de Yool est mort dans un accident de voiture et que sa mère a eu une aventure avec son oncle, dont elle était initialement amoureuse, avant qu'elle décide d'épouser son frère, le prince héritier, car elle voulait que son fils obtienne le titre de prince héritier. Au début indifférent au trône, Yool décide de suivre les souhaits de sa mère et entre en concurrence avec Shin pour le trône après être tombé amoureux de Chae-kyeong. À la fin, après s'être rendu compte que Chae-kyeong et Shin s'aiment véritablement, il laisse passer sa chance à la fois d'être Roi et d'avoir Chae-kyeong comme épouse, car il veut seulement qu'elle soit heureuse avec Shin.

### Min Hyo-rin (민효린)
Joué par Song Ji-hyo, Hyo-rin est une ballerine consommée. Elle est belle, intelligente, très compétente -- en un mot, parfaite dans tous les sens du terme. Au départ, elle est la petite amie de Shin, qui lui propose le mariage. Cependant, elle le rejette, non seulement parce qu'elle pense qu'il plaisante, mais aussi parce qu'elle ne souhaite pas renoncer à son rêve de devenir une ballerine brillante. Quand elle voit que le mariage de Chae-kyeong et Shin et que Chae-kyeong est aimée par le peuple (de la même façon que la princesse Diana), elle regrette sa décision hâtive, et fait tout son possible pour évincer Chae-kyeong. Hyo-rin cherche les moyens de ramener Shin vers elle, y compris lors d'une rencontre « par hasard » en Thaïlande, mais elle parvient seulement à se blesser, après une tentative de suicide. Plus tard, cependant, elle décide que Shin doit véritablement aimer Chae-kyeong, et elle décide finalement de l'abandonner et de se concentrer sur ses ballets.

## L'histoire familiale
L'histoire fictive de la famille royale a été présentée comme suit par MBC :
- 광화 원년 1945: après la Seconde guerre mondiale, les gens du peuple en Corée du Sud ont voulu que la famille royale (이) reste dans le pays, même si elle apparaissait comme un symbole du passé de la Corée.
- 광화 사십년 1984: le Prince héritier Lee Soo (황태자 이수) se marie à la danseuse Seo Hwa-yeong, qui devient la princesse héritière(consort) (황태자비 서화영).
- 광화 사십일년 1985: le Grand Prince Lee Hyeon (대군 이현) se marie.
- 광화 사십삼년 1987: le Grand Prince Lee Hyeon (대군 이현) donne naissance à une fille, Hye-myeong (혜명 옹주).
- 광화 사십사년 1988: le prince héritier Lee Soo (황태자 이수) donne naissance à un fils, Yool (이율). Le Grand Prince Lee Hyeon (대군 이현) donne naissance à un fils, Shin (이신).
- 광화 사십칠년 1991: mort du grand-père de Shin Chae-kyeong.
- 광화 사십팔년 1992 : le prince héritier Lee Soo (황태자 이수) meurt dans un accident de voiture. Son frère, le Grand Prince Lee Hyeon (대군 이현), devient prince héritier (황태자) à la mort de son frère. Pendant ce temps, la famille de Lee Soo, la princesse héritière (consort) Seo Hwa-yeong (황태자비 서화영) et son fils Yool (이율) sont chassés du palais et s'exilent en Grande-Bretagne.
- 광화 사십구년 1993: l'Empereur Moo (무황제), père de Lee Soo et Lee Hyeon, meurt. Le Prince héritier Lee Hyeon (황태자 이) devient le nouvel Empereur de Corée, ce qui entraîne le passage de l'ère Gwanghwa (광화) à l'ère Inhwa (인화 仁化).
- 인화 삼년 1995: Lee Shin (이신) devient le nouveau Prince héritier (황태자 이신).
- 인화 십이년 2004: Lee Shin (이신) entre dans une école coréenne réputée dans les arts et la culture. Lee Yool (이율) 영국 디가인 아트스쿨 입학
- 인화 십사년 2006: le Prince héritier Lee Shin (황태자 이신) épouse Shin Chae-kyeong conformément à un ancien accord entre son propre grand-père et le grand-père de Chae Kyeong.

## Accueil
La série a été l'une des comédies les plus populaires qu'a diffusées la chaîne MBC en 2006, se situant à la deuxième place juste après Jumong. De manière générale, l'émission a été la dixième comédie la plus populaire de la chaîne en 2006, selon l'institut TNS Média. En raison du succès des séries diffusées pendant la première saison, une deuxième saison a été produite, ce qui constitue un événement rare dans l'industrie télévisuelle coréenne. Cependant, une controverse a éclaté sur la détention des droits d'auteur pour réaliser la suite des premiers épisodes, et par conséquent deux parties opposées ont prévu des séquences différentes.

## Diffusion dans les autres pays

### Philippines
La série a été diffusée pour la première fois aux Philippines le 18 décembre 2006 sur ABS-CBN. L'audience a atteint 18,9 %, ce qui plaçait l'émission loin derrière La vie en rose (A Rosy Life), sur GMA7, qui était dans sa dernière semaine de diffusion. Cependant, au fur et à mesure des épisodes, l'audience a augmenté à près de 24 % dans la grande région de Manille. Au niveau national, l'audience a culminé à 36,34 %.
Les noms des personnages ont été adaptés pour être plus familiers aux auditeurs philippins : Chae-kyeong est devenu Janelle, Lee Shin s'est appelé Gian, Lee Yool a pris le nom de Troy et Min Hyo-rin a été baptisé Monique. Comme pour d'autres séries télévisées sud-coréennes, l'émission a été doublée en tagalog.
La chanson de la bande sonore officielle, « Peut-être l'Amour » (musique originale de J. et L. How), a été traduite en Tagalog « Pag-ibig Nga Kaya », sur une interprétation de Christian Bautista et Rachelle Ann Go. Une autre chanson de la série, intitulée « Si nous tombons amoureux », a été composée par RJ Jimenez et chantée par ce dernier et Yeng Constantino.

### Singapour
La série a été diffusée pour la première fois à Singapour par Channel U le 9 octobre 2006 en 32 épisodes.

### Turquie
La série a été diffusée pour la première fois en Turquie sur TRT 1 le 28 juillet 2008 sous le nom de Le prince de mes rêves (Düslerimin Prensi). Malgré sa diffusion quotidienne à 13 h 30 (heure de la Turquie), la série a connu un franc succès et des sites turcophones dédiés à la série ont vu le jour.

## Feuilletons apparentés à la série
L'équipe de production ayant travaillé sur la série, notamment le réalisateur Hwang In-Roi, ont quitté l'entreprise de production Eight Peaks et ont créé leur propre entreprise, Creative Leaders Group 8. Group 8 avait d'abord annoncé qu'il commencerait à produire les premiers épisodes jusqu'à Goong 1.
Cependant, comme les droits d'adaptation du manhwa dont est tirée la série appartiennent à Eight Peaks, et non à Group 8, la nouvelle entreprise se retrouve en situation de crise : elle a interrompu la production de ses épisodes, de la série nommée Goong S, en raison d'une violation de droits d'auteur. Comme Eight Peaks a également l'intention de produire la suite des épisodes déjà diffusés, il est prévu deux séries dérivées différentes.

## Série dérivée
Le scénario de Goong S' est très proche de celui du second manhwa "Goong" de Park So-hee.
Eight Peaks a annoncé que la préparation de la saison "Goong 2" était en cours. Un des dirigeants, Choi Kae-yung, a fait savoir que Kim Jeong-hoon (qui joue Lee Yool) et Yoon Eun-hye (qui joue Shin Chae-kyeong) retrouveraient leurs rôles respectifs. L'entreprise de production a comme objectif de ne pas garder l'ensemble de la distribution initiale pour la nouvelle saison. Eight Peaks a annoncé vouloir tourner Goong S fin 2007 ou début 2008.
Le scénario de la saison S tourne autour d'un jeune ouvrier dans un restaurant chinois qui découvre soudain qu'il est membre de la famille royale et entre ensuite au palais. Hwang a mentionné qu'il cherchait, en quelque sorte, un double masculin de Yoon Eun Hye.
En octobre 2006, la star de la pop coréenne Se7en a été choisie pour jouer le rôle principal de la nouvelle série. Il jouera le personnage de « Lee Hoo », tandis que les autres nouveaux acteurs de "Goong S" sont Huh Lee-jae (dans le rôle de Yang Soon-ae), Kang Doo (dans le rôle de Lee Joon), et Park Shin-hye (qui joue Shin Sae-ryung). Beaucoup des acteurs de la première saison, y compris ceux qui ont joué les rôles de famille royale, doivent rejoindre "Goong S". Le tournage a commencé en novembre 2006. 
Le nom actuel pour la deuxième saison a été changé de "Goong 2" en "Goong S - Les Heures d'un Prince", pour des raisons de droits d'auteur. Le tournage s'est poursuivi malgré les poursuites judiciaires à l'encontre de la société productrice Group 8 pour utilisation supposée illégale du nom « Goong » dans le titre de la série. Cependant, MBC a examiné cette question avec Eight Peaks et déclaré que la chaîne et l'entreprise ayant produit la première série détenaient toutes deux des droits sur la dénomination de la série. Le nom "Goong S" sera toujours utilisé pour la nouvelle saison avec le sous-titre : « le Prince Who ». "Goong S" a commencé à être diffusée le 10 janvier 2007, sans qu'aucun des acteurs de la première série ne fasse partie de la nouvelle distribution.